# Jasenička reka
La Jasenička reka (en serbe cyrillique Јасеничка река) est une rivière de Serbie. Sa longueur est de 55 km. Elle est un affluent droit du Danube.

## Géographie
La Jasenička reka prend sa source sur les pentes orientales du mont Deli Jovan dans la région des Carpates serbes, à l'est de la Serbie. Elle jaillit au pied du mont Crni vrh (le « sommet noir ») et prend la direction de l'est. Elle est d'abord connue sous le nom de Vrelska reka. La région est faiblement peuplée (villages de Popovica et de Trnjane).
La rivière entre ensuite dans la région de la Negotinska Krajina ; entre les villages de Karbulovo et de Jasenica, elle oriente sa course vers le nord et, à partir de ce moment, elle est généralement connue sous le nom de Jasenička reka. Elle s'oriente ensuite vers le sud au village de Miloševo et, après quelques kilomètres, atteint la ville de Negotin, le centre régional de la Negotinska krajina. La Jasenička reka s'oriente ensuite vers l'est, passe à Kobišnica et Bukovče. Elle se jette dans le Danube à 1,5 km au nord de l'embouchure du Timok.